# Huntington (Vermont)
Huntington è una città degli Stati Uniti d'America, nella contea di Chittenden, nello Stato del Vermont. La popolazione era di 1.938 abitanti nel censimento del 2010.